# Square de Maubeuge
Le square de Maubeuge est une voie du 9e arrondissement de Paris, en France.

## Situation et accès
Le square de Maubeuge est une voie située dans le 9e arrondissement de Paris. Elle débute au 56, rue de Maubeuge et se termine en impasse.

## Origine du nom
Elle porte le nom de la ville de Maubeuge, en raison de sa proximité avec la rue éponyme.

## Historique
La voie est ouverte en 1892 sous sa dénomination actuelle.